# Valea Mare (Dâmbovița)
Pour les articles homonymes, voir Valea Mare.
Valea Mare est une commune du județ de Dâmbovița en Roumanie.